# Metateza likvida
Metateza likvida (premetanje likvida, premetanje bočnika) glasovna je promjena zamjene mjesta glasova u slavenskim jezicima u općeslavenskome razdoblju praslavenskog jezika na južnoslavenskom i zapadnoslavenskom jezičnom prostoru. Promjena je djelovala na slogove u kojima su se praslavenske likvide *r i *l javljale u skupinama *or, *ol, *er, *el u zatvorenome slogu (tj. na početku riječi ispred suglasnika ili u sredini riječi između dvaju suglasnika).

## Rezultati
Rezultat promjene ovisi o fonološkom okruženju i naglascima, a razlikuje se u različitim slavenskim jezicima.

### Potpuna metateza likvida
Samoglasnik ispred likvide produljuje se, čemu slijedi metateza. Rezultati su tog oblika metateze likvida:
- *or > ra (praslavenski  *gord > hrvatski grad)
- *ol > la (praslavenski  *golva > hrvatski glava)
- *er > rě (praslavenski  *bergъ > brěgъ > hrvatski brijeg)
- *el > lě (praslavenski  *melti > mlêti > hrvatski mljeti)

Potpuna metateza likvida odlika je južnoslavenskih jezika. Češki jezik i slovački jezik provode potpunu metatezu likvida na slogovima u sredini riječi.

### Nepotpuna metateza likvida
Metateza se događa bez duljenja samoglasnika. Rezultati su tog oblika metateze likvida:
- *or > ro (praslavenski  *gord > poljski gród)
- *ol > lo (praslavenski  *golva > poljski głowa)
- *er > re (praslavenski  *berza > lužičkosrpski brěza)
- *el > le (praslavenski  *pelva > poljski plewa)

Nepotpuna metateza likvida odlika je poljskog jezika i lužičkosrpskih jezika.

## Datiranje glasovne promjene
Među znanstvenicima ne postoji konsenzus o datiranju te glasovne promjene. U pravilu se datira između 8. st. i 9. st. nakon djelovanja zakona otvorenih slogova. Metateza likvida vidljiva je u jezičnom posuđivanju toponimima, primjerice: 
- latinski Arba > hrvatski Rȃb,
- latinski Albōna > hrvatski Làbīn,
- latinski Scardōna > hrvatski Skràdīn.

Dakle, možemo je vremenski povezati s dolaskom Slavena na područje današnje Hrvatske.